# Tsing-Hua-Nationaluniversität

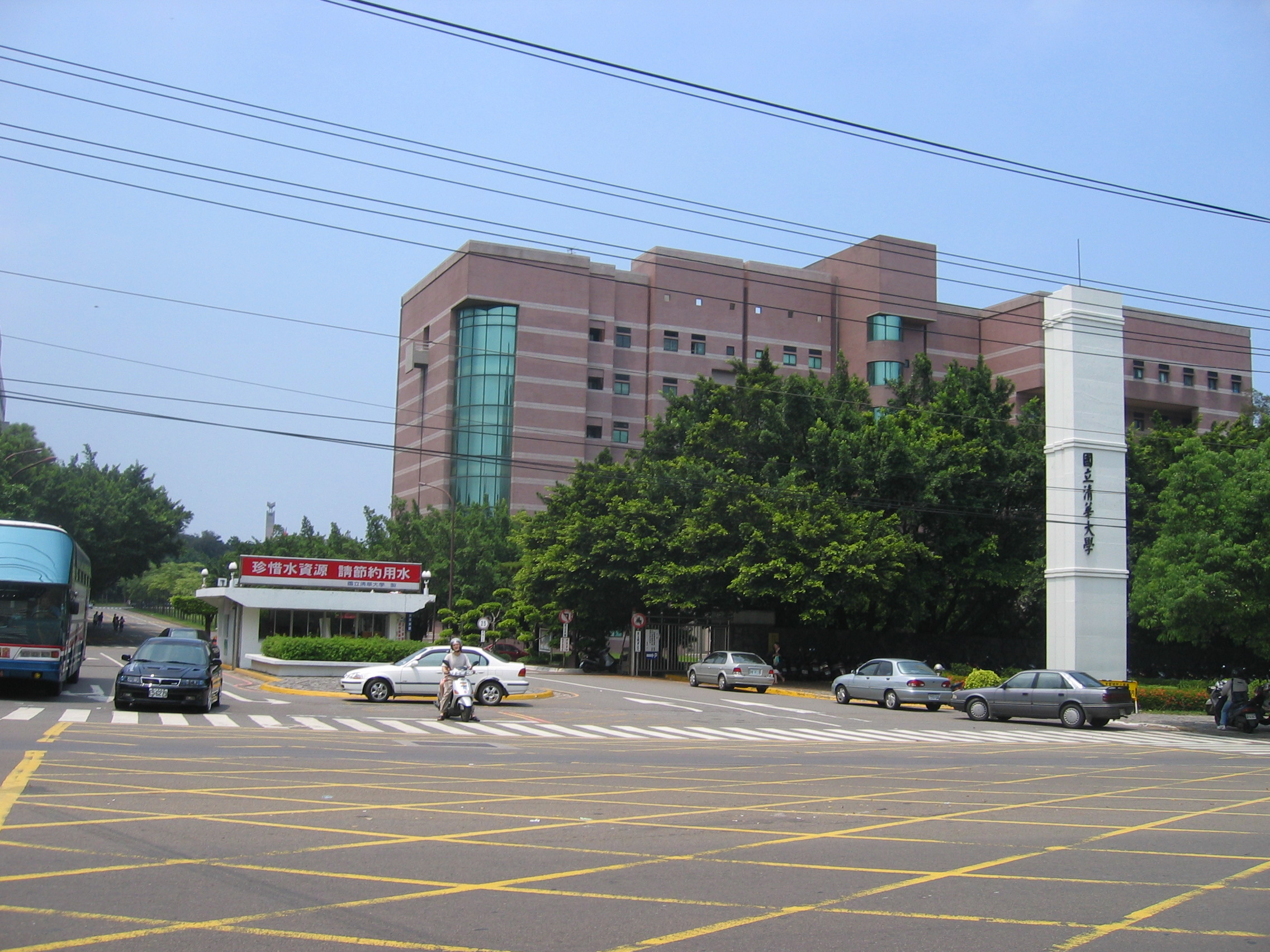
Der Haupteingang der Universität an der Guangfu Straße (光復路) in Hsinchu.

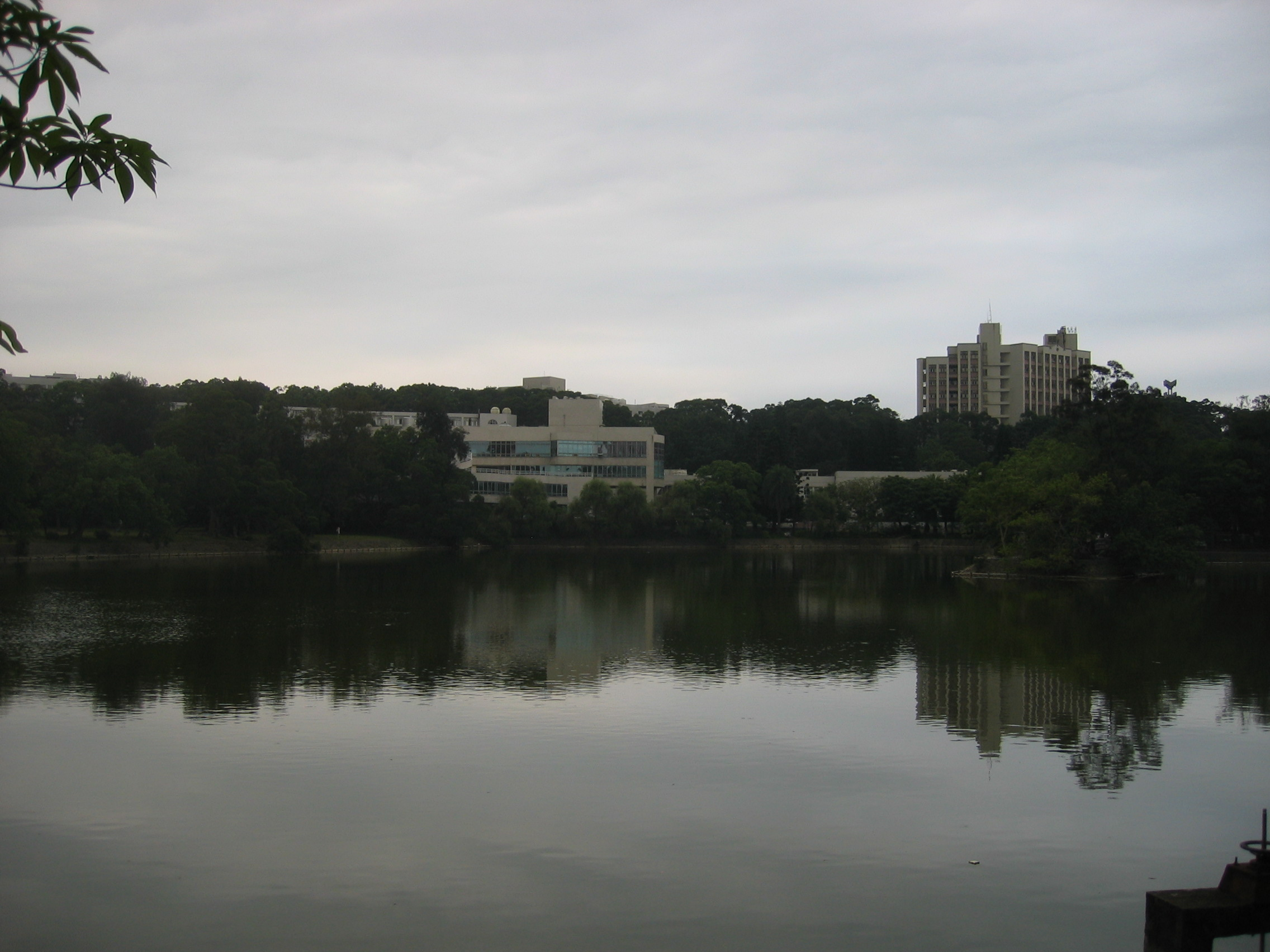
Der Cheng-Kung-See befindet sich innerhalb des Campus der NTHU.

Die Tsing-Hua-Nationaluniversität (chinesisch 國立清華大學 / 国立清华大学, Pinyin Guólì Qīnghuá Dàxué, Tongyong Pinyin Guólì Cinghuá Dàsyué, Abk.: NTHU) ist eine Forschungsuniversität in Hsinchu, Taiwan.
Ihr Schwerpunkt liegt auf technologienahen und naturwissenschaftlichen Studiengängen. Die Universität hat 7 Colleges, 17 Departments und 18 unabhängige Institute, die auf einem großzügigen Campus-Gelände angesiedelt sind. Die Universität, die ein starkes Postgraduierten-Programm hat, beschäftigt über 600 Professoren in Vollzeit. Für den asiatischen Raum strebt die Universität eine Stellung wie das MIT in den USA an. Im QS-Ranking 2021 belegte sie weltweit den 168. und in Asien den 32. Platz. In unmittelbarer Nähe zum Campus der Universität liegt der Science Park von Hsinchu, mit dem die Universität eng verbunden ist. Der Science Park gilt als das taiwanesische Silicon Valley mit einer hohen Konzentration wichtiger Unternehmen aus der High-Tech-Branche (v. a. Halbleiter). Die ebenfalls in Hsinchu liegende Chiao-Tung-Nationaluniversität steht in starkem Konkurrenzkampf mit ihr seit der Gründung beider Schulen. Die Rivalitäten zeigen sich besonders im jährlichen Mei-Chu-Turnier / Mei-Zhu-Turnier (梅竹賽 / 梅竹赛,  Méi-Zhú-Sài), einer Serie von Sport- und Spielwettkämpfen im März. Das Verhältnis wird auch gerne mit Athen (NTHU) und Sparta (NCTU) verglichen oder mit Cambridge und Oxford.

## Geschichte
Ursprünglich war die NTHU die Tsinghua-Universität (chinesisch 清華大學 / 清华大学, Pinyin Qīnghuá Dàxué, Tongyong Pinyin Cinghuá Dàsyué) (1911 in Peking gegründet) und eine Vorbereitungsschule für chinesische Studenten, die von der Regierung zum Studium in die USA geschickt werden sollten, aber 1925 wurde sie in eine Universität umgewandelt. 1937 zu Beginn des Antijapanischen Kriegs wurde sie mit der Peking-Universität und der Nankai-Universität zusammengeschlossen. Sie formierte 1937 als Temporäre Changsha Universität in Changsha, das 1938 zur Kampfzone wurde, und 1938–45 nach Verlegung nach Kunming dann als Vereinigte Südwest-Universität. Nach dem Weltkrieg wurden alle drei Universitäten wieder nach Beijing bzw. Tianjin zurückverlegt. Ein Teil der Belegschaft widersetzte sich diesem und zog nach Hsinchu. 1955 wurde ihr erstes Institut für Nuklearwissenschaften mit dem Konstruktionsbeginn eines Nuklearreaktors gegründet. Auf diese geht das College für Nuklearforschung zurück. Daraus entstand die NTHU, die am 1. Januar 1956 offiziell ihren Betrieb aufnahm. Beide Tsing-Hua-Universitäten sind nicht mehr miteinander verbunden, behaupten aber jeweils, die wahre Tsing-Hua-Universität zu sein. Das Verhältnis hat sich allerdings entspannt und die Universitäten bemühen sich um eine Kooperation. Am 1. November 2016 wurde die Nationale Pädagogische Universität Hsinchu (NHCUE) in die NTHU integriert.

## Studierende
Im Herbst 2016 lernten an der Universität 16.547 Studierende und Doktoranden. 9.006 waren noch vor dem ersten Abschluss (undergraduates), 5.808 arbeiteten auf einen Master hin und 1.736 waren Doktoranden. Sie wurden von 808 Lehrenden unterrichtet.

## Universitätseinrichtungen
| | | |
| - Präsident - Vize-Präsident - Abteilung für Akademische Angelegenheiten - Abteilung für Studentische Angelegenheiten - Abteilung für Forschung und Entwicklung - Abteilung für Industriekollaboration - Abteilung für EDV und Kommunikation - Bibliothekswesen - Verwaltung - Abteilung für Internationale Angelegenheiten - Abteilung für Personal - Rechnungsstelle - Abteilung für Umwelt und Sicherheit | - Interdisziplinäre Programme - Department für Chemieingenieurwesen - Department für Material- und Ingenieurwissenschaften - Department für Maschinenwesen und Energietechnik - Department für Industrial Engineering - Department für NanoEngineering und Mikrosysteme - Department für Bioengineering | - Interdisziplinäre Programme - Department für Physik - Department für Mathematik - Department für Chemie - Institut für Statistik - Institut für Astronomie |

| | | |
| - Department für Elektrotechnik - Department für Informatik - Institut für Elektrotechnik - Institut für Kommunikationstechnik - Institut für Optotechnologie - Institut für Informationssysteme und Anwendungen | - Interdisziplinäre Programme - Department für Chinesische Literatur - Department für Fremdsprachen und Literatur - Institut für Philosophie - Institut für Geschichte - Institut für Anthropologie - Institut für Soziologie - Institut für Sprachen - Institut für Taiwanische Literatur | - Interdisziplinäre Forschungsprogramme - Department für Biowissenschaften - Department für Medizinforschung - Institut für Biotechnologie - Institut für molekulare Medizin - Institut für molekulare und Zellbiologie - Institut für Bioinformatik und strukturelle Biologie - Institut für Neurowissenschaften |

| | | |
| - Interdisziplinäre Programme - Department für Ingenieurwesen und Systemtechnik - Department für Bioengineering und Umweltforschung - Institut für Nuklearforschung und Nuklearengineering | - Department für Ekonomie - Department für Finanzmathematik - Institut für Technologiemanagement - Institut für Service Science - Institut für Wissenschafts- und Technologierecht - Master of Business Administration - Executive Master of Business Administration - International Masters of Business Administration - Management und Technologie | - Zentrum für Allgemeine Bildung - Zentrum für Lehrerausbildung - Zentrum für Kunst - Militärbüro - Büro für Körperübung - Institut für Bildungswissenschaften |

## Präsidenten
Im Folgenden sind die bisherigen Präsidenten der NTHU mit Amtsdauer aufgelistet.
- Mei Yi-Chi (梅貽琦): 1956–1962
- Chen Ke-Chung (陳可忠): 1962–1969
- Yen Cheng-Hsing (閻振興): 1969–1970
- Shu Shien-Siu (徐賢修): 1970–1975
- Ming-Che Chang (張明哲): 1975–1981
- Mao Gao-wen (毛高文): 1981–1987
- Liu Chao-shiuan (劉兆玄): 1987–1993
- Richard Chia-Tung Lee (李家同): 1993–1994
- Shen Junshan (沈君山, *1932 †2018): 1994–1997
- Chen Xiong (陳信雄): 1997–1998
- Liu Chung-laung (劉炯朗): Februar 1998 – Februar 2002
- Frank Hsia-San Shu (徐遐生): Februar 2002 – Februar 2006
- Chen Wen-Tsuen (陳文村): Februar 2006 – Februar 2010
- Chen Lih-Juann (陳力俊): Februar 2010 – Januar 2014
- Hong Hocheng[10] (賀陳弘): Februar 2014 – Januar 2022
- W. John Kao (高為元): seit Februar 2022

## Bekannte Alumni
- Yuan T. Lee, erhielt 1961 seinen Master, 1986 Nobelpreis für Chemie
- Chen Yung-Jui
- H. T. Kung
- Chen Ning Yang, erhielt 1944[11] seinen Master an der NTHU, 1957 den Nobelpreis für Physik.
- Tsung-Dao Lee, erhielt 1945[12] seinen Master an der NTHU, 1957 den Nobelpreis für Physik.
- Shiing-Shen Chern, Graduiertenstudent 1930–34[13] der Mathematik, 1984 Preisträger des Wolf-Preis.